# Stor bönlekania
Stor bönlekania (Lecania koerberiana) är en lavart som beskrevs av J. Lahm. Stor bönlekania ingår i släktet Lecania och familjen Ramalinaceae.  Arten är reproducerande i Sverige. Inga underarter finns listade i Catalogue of Life.